# Juan Sebastián Botero
Juan Sebastián Botero (4 de julio de 1986, Ames, Iowa, Estados Unidos) es un exfutbolista y entrenador colombo-estadounidense, hijo de inmigrantes colombianos, quien jugó como mediocampista durante su carrera deportiva. Su último equipo fue el Atlético Huila de Colombia. Actualmente es el director técnico del Independiente Medellín Sub - 20.

## Trayectoria

### Como futbolista
Botero y su familia se trasladaron a Colombia cuando él tenía un año de edad, y se incorporó al sistema joven de Independiente Medellín a la edad de 13 años. Hizo su debut profesional con el primer equipo a los 17 años, el 3 de agosto de 2003, frente al Atlético Huila. En sus cuatro años con el club, apareció en 46 partidos del primer equipo, jugando su último partido en junio de 2007 contra el Cúcuta Deportivo.
En 2003, Botero jugó en la categoría Sub-17 de Colombia del equipo nacional en el Campeonato Sudamericano, llevado a cabo en territorio boliviano, anotando un gol contra Paraguay. Este equipo fue dirigido por el técnico Eduardo Lara. En este campeonato, Botero también jugó los partidos contra las selecciones de fútbol de Argentina, Brasil, Bolivia y Uruguay.
A la edad de 21 años, estuvo en la lista de desarrollo con el FC Dallas en 2007, pero fue descartado al final del año. Fue escogido más adelante por el Atlético Huila para jugar en la Categoría Primera A en Colombia. Jugó para el Once Caldas durante el segundo semestre de 2009. En el 2012 fue contratado por el Cúcuta Deportivo.
En el año 2013 y luego de jugar con el club Rionegro y de nuevo con el Atlético Huila, Botero decide retirarse de su actividad como futbolista profesional en Colombia. A partir de ese momento, se dedicó al entrenamiento de divisiones menores de fútbol en el país suramericano, incluyendo la del Deportivo Independiente Medellín. Así mismo, en años posteriores, comenzó a dictar conferencias deportivas, narrando y enseñando sobre la carrera deportiva futbolística, iniciando en divisiones menores, hasta llegar al entorno del fútbol profesional.

## Clubes

### Como jugador
| Club                   | País           | Año         |
| ---------------------- | -------------- | ----------- |
| Independiente Medellín | Colombia       | 2004 - 2007 |
| FC Dallas              | Estados Unidos | 2007        |
| Atlético Huila         | Colombia       | 2008 - 2009 |
| Once Caldas            | Colombia       | 2009        |
| Cúcuta Deportivo       | Colombia       | 2012        |
| Deportivo Rionegro     | Colombia       | 2013        |
| Atlético Huila         | Colombia       | 2013        |

### Como formador
| Club                   | País     | Año           |
| ---------------------- | -------- | ------------- |
| Independiente Medellín | Colombia | 2014-2020     |
| Fortaleza CEIF         | Colombia | 2020-2022     |
| Independiente Medellín | Colombia | 2022-presente |

### Como entrenador
| Independiente Medellín · Colombia | 1ª                  | 2023 (e)            | 9 | 2 | 3 | 4 | - | - | - | - | 3 | 2 | 0 | 1 | 12 | 4 | 3 | 5 | 41.66% |
| Independiente Medellín · Colombia | Total               | Total               | 9 | 2 | 3 | 4 | 0 | 0 | 0 | 0 | 3 | 2 | 0 | 1 | 12 | 4 | 3 | 5 | 41.66% |
| Total en su carrera               | Total en su carrera | Total en su carrera | 9 | 2 | 3 | 4 | 0 | 0 | 0 | 0 | 3 | 2 | 0 | 1 | 12 | 4 | 3 | 5 | 41.66% |
| 1. 2.                             |                     |                     |   |   |   |   |   |   |   |   |   |   |   |   |    |   |   |   |        |